# 刘士怡
刘士怡（1917年—1998年），男，汉族，山东安丘人，中国泌尿外科专家，曾任山东医科大学教授、博士生导师。